# Juanjuí

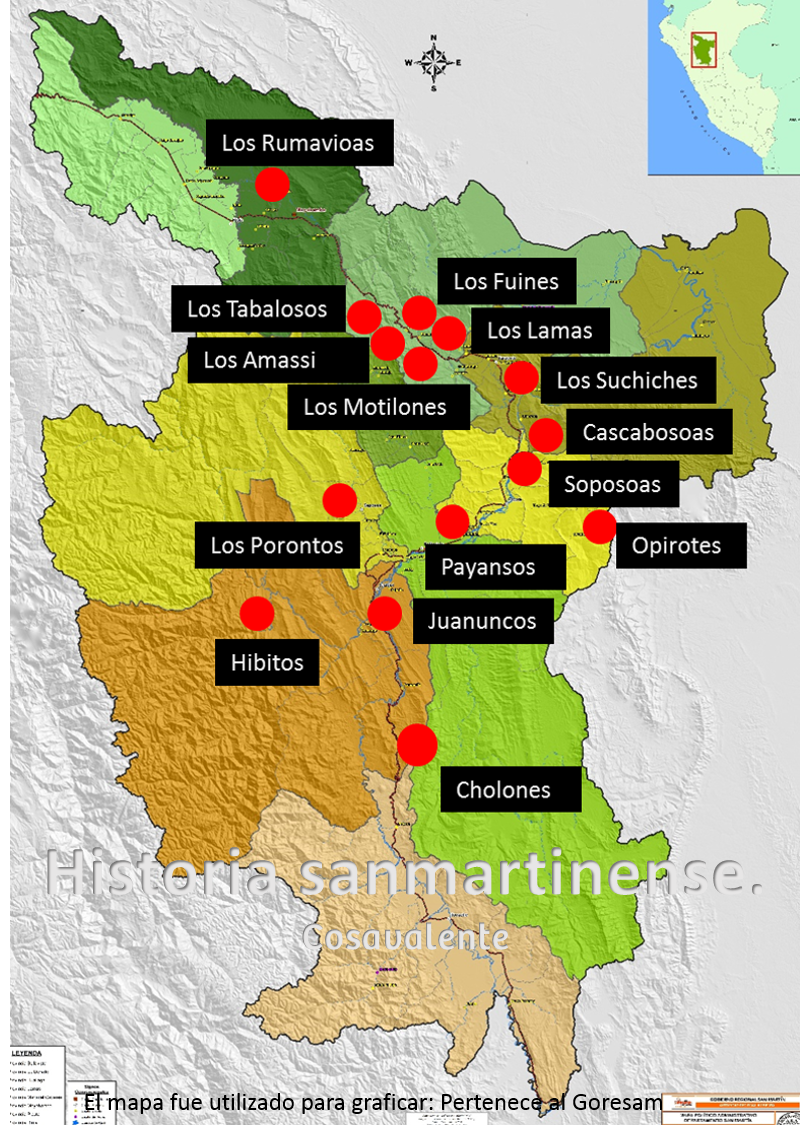
Los Juanuncos, ancestros de los juanjuinos.

Juanjuí es una ciudad de la Selva peruana, capital del distrito homónimo y de la provincia de Mariscal Cáceres en el departamento de San Martín. Está situada a orillas del río Huallaga. Es conocida por su agricultura y por ser puerta de entrada a las ruinas del Gran Pajatén y al parque nacional del Río Abiseo. Y por ser el último lugar donde se habla todovía el cholón.

## Geografía física

### Clima y altitud
Juanjui posee un clima cálido y húmedo, con temperaturas que van desde los 23 °C (70 °F) a 36 °C (97 °F). La temperatura promedio anual de Juanjui es 30 °C.
Juanjui se ubica en la parte casi central de la Región San Martín.
| Parámetros climáticos promedio de Juanjuí | Parámetros climáticos promedio de Juanjuí | Parámetros climáticos promedio de Juanjuí | Parámetros climáticos promedio de Juanjuí | Parámetros climáticos promedio de Juanjuí | Parámetros climáticos promedio de Juanjuí | Parámetros climáticos promedio de Juanjuí | Parámetros climáticos promedio de Juanjuí | Parámetros climáticos promedio de Juanjuí | Parámetros climáticos promedio de Juanjuí | Parámetros climáticos promedio de Juanjuí | Parámetros climáticos promedio de Juanjuí | Parámetros climáticos promedio de Juanjuí | Parámetros climáticos promedio de Juanjuí |
| Mes                                       | Ene.                                      | Feb.                                      | Mar.                                      | Abr.                                      | May.                                      | Jun.                                      | Jul.                                      | Ago.                                      | Sep.                                      | Oct.                                      | Nov.                                      | Dic.                                      | Anual                                     |
| ----------------------------------------- | ----------------------------------------- | ----------------------------------------- | ----------------------------------------- | ----------------------------------------- | ----------------------------------------- | ----------------------------------------- | ----------------------------------------- | ----------------------------------------- | ----------------------------------------- | ----------------------------------------- | ----------------------------------------- | ----------------------------------------- | ----------------------------------------- |
| Temp. media (°C)                          | 27.4                                      | 27                                        | 26.7                                      | 26.5                                      | 26.3                                      | 25.8                                      | 25.7                                      | 26.3                                      | 26.8                                      | 26.8                                      | 27                                        | 27.2                                      | 26.6                                      |
| Temp. mín. media (°C)                     | 21.5                                      | 21.1                                      | 20.8                                      | 20.8                                      | 20.3                                      | 19.5                                      | 19.3                                      | 19.8                                      | 20.7                                      | 20.7                                      | 21                                        | 21.6                                      | 20.6                                      |
| Fuente: climate-data.org                  |                                           |                                           |                                           |                                           |                                           |                                           |                                           |                                           |                                           |                                           |                                           |                                           |                                           |

## Historia
Es un pueblo forjado por bravíos colonos a fines del siglo XVIII,  que recibieron como herencia el coraje y el orgullo de vivir en libertad de los que construyeron Pajatén y se negaron ser sometidos por el soberano Inca Huayna Cápac.
Se supo que los Chancas y los Pocras al ser vencidos por Wiracocha huyeron hacia la selva y llegaron al río Mayo y se posesionaron en las tierras del actual Lamas en el norte de San Martín y llegaron a mezclarse con los nativos del lugar los Motilones y Tabalosos. El Inca Tupac Yupanqui al avanzar con la conquista de expansión quiso someter a los Chachapoyas para tal expansión dispuso construir un camino desde Huánuco.
Huayna Capac para aplastar a los rebeldes hijos de los Chancas, Pocras Y Chachapoyas trasladó miles de soldados desde cusco ;sin embargo no tuvo suerte. Para testimonio de valor de esta raza que no se sometió al imperio del Tahuantinsuyo están el Gran Pajatén, Cóndor Sarca, Tocache Viejo, Ochanachi, Pampa Hermosa, Achiras Sion, Alto Juñao, Valle Viejo, Pajatén, Balsayacu y Cartagena.
A la llegada de los misioneros españoles a San Martin, las poblaciones nativas estaban organizados en tribus que vivían dispersos y aislados en zonas geográficas bastante amplias. Entonces para lograr una labor más eficaz y un control más efectivo, los misiones establecieron en San Martin un procedimiento de colonización que se llamó reducciones o simplemente misiones mediante el cual los nativos de diferentes etnias fueron desplazados de sus áreas de origen y concentrados en otros lugares, pero también existieron tribus que no fueron sometidas conocidos como los Infieles.

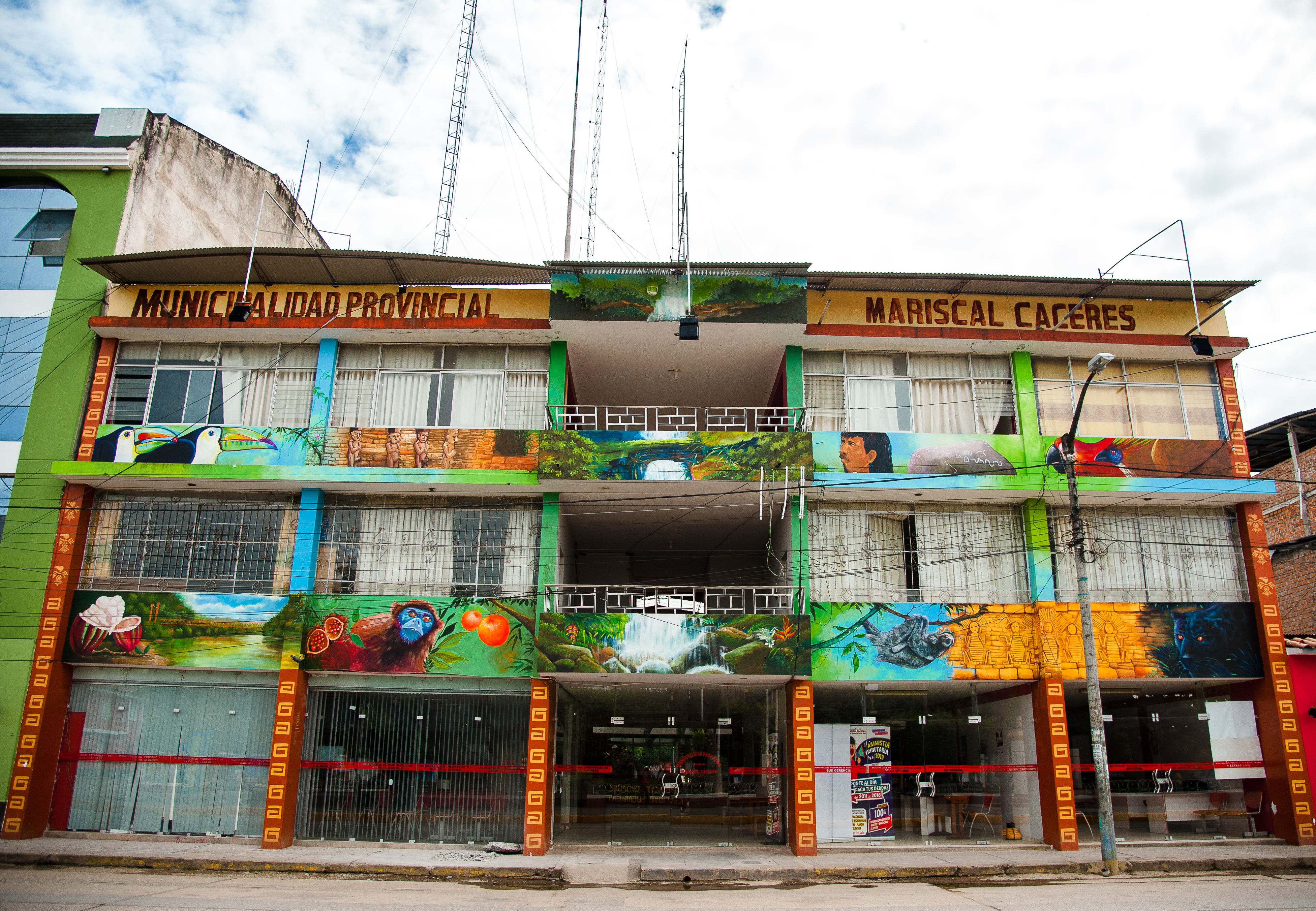
Sede de la alcaldía provincial de Mariscal Cáceres decorada con un mural alusivo a la biodiversidad.

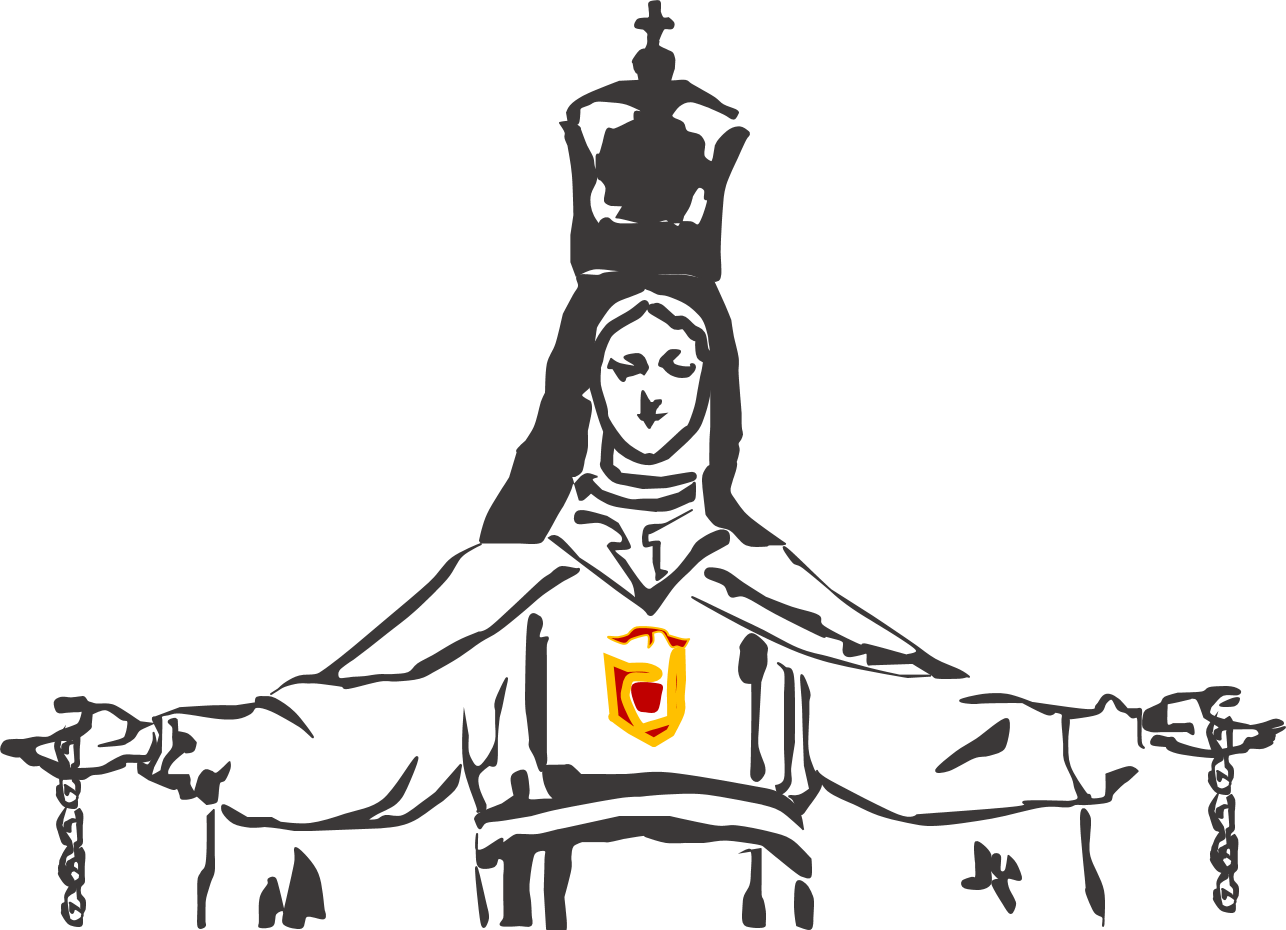
Ilustración de la Virgen de la Merced, patrona de la ciudad, usada como logotipo por la organización de la Fiesta Patronal.

Juanjui emergía con grandeza y pronto llegó a convertirse en un caserío ejemplar de Pachiza. Formó parte de la provincia de San Martin, para más tarde integrarse a la provincia de Huallaga a ser elevado a grado de distrito el 7 de enero de 1866.
Luego de la fundación de Juanjui, las inmigraciones de nativos y mestizos, continuaron aun con mayor intensidad, a tal punto que en 1857, cuando se crea la provincia de Litoral de Loreto, con su capital Moyobamba. Juanjui, al igual que Pachiza, es considerado como anexo del distrito de Saposoa, que a la vez pertenecía a la extensa Provincia del Huallaga, cuya capital era Tarapoto.
El 25 de noviembre de 1876 se divide la extensa Provincia de Huallaga, creándose la Provincia de San Martin con su capital Tarapoto; Saposoa pasa ser capital de la provincia del Huallaga. El 4 de septiembre de 1906, se crea el departamento de San Martin, con su capital Moyobamba, tras la separación de San Martin y Loreto.
Por Ley de la República el 23 de noviembre de 1906, a Juanjui le reconocen el título de Villa. El 2 de julio de 1927, durante el gobierno de  Augusto B. Leguía se acuerda el título de ciudad, antesala para que pueda despojar la capitalia de provincia. Saposoa es movida por tal circunstancia. A los hijos de Saposoa no le cayó bien la noticia. Lo que en un principio fue una guerra epistolar entre los hijos de Juanjui y Saposoa se truncó en conflagración bélica.
Y es que Juanjui avanzaba a pasos agigantados en todos los campos de la actividad y con pretenciones no disimuladas de destronar a Saposoa de su condición de capital de la provincia del Huallaga. Desde el gobierno de Don Guillermo Bilingurth y con mayor acento el oncenio de Augusto B. Leguía. Los juanjuinos bregaron para despojar a Saposoa de su condición de capital provincial o en su defecto de conseguir el rango de provincia. Uno de los gestores de aquel proyecto fue Don Eduardo Peña Meza, quien influyó ante el entonces diputado Don Enrique de las Casas. Los constituyentes de 1931; el gobierno de Oscar R. Benavides y finalmente de Manuel Prado Ugarteche fueron presionados por los peticionarios.
Eduardo Peña Meza, juanjuino miembro de la Sociedad Geográfica de Lima y como integrante del Comité Pro-Provincia acomente la gran empresa. Solicita a su amigo Don Enrique de las Casas que emita el informe correspondiente a favor de la creación de la nueva provincia. Es así que surge en informe y el Parlamento lo acepta y aprueba la ley. El 7 de mayo de 1940, el presidente Constitucional, Manuel Prado promulga la ley N° 9097 crenado la provincia de Mariscal Cáceres, teniendo como capital la ciudad de Juanjuí. El departamento de San Martin incrementa una nueva provincia, con sus distritos de Pachiza, Uchiza, Huicungo, Tocache y Juanjuí. Posteriormente se crearon los distritos de Pajarillo y Campanilla.
El 2 de julio de 1940, en fastuosa ceremonia, con la asistencia de los juanjuinos y pobladores de la totalidad de zonas aledañas, autoridades departamentales y de la rival provincia del Huallaga se inauguró oficialmente la nueva provincia en la escuela de mujeres, la misma que funcionaba en el local que actualmente se encuentra ubicada la Municipalidad Provincial de Mariscal Cáceres.

### Primeras autoridades de la provincia
Luego de adquirir la categoría de Capital de Provincia, se llevó a cabo el 2 de julio de 1940 la ceremonia de inauguración que contó con una comitiva oficial presidida por el Prefecto del Departamento, Lorenzo Souza Iglesias; también estuvieron presentes Leonardo Hidalgo Reyes, diputado por la provincia de Rioja que también representaba a Víctor Manuel Arévalo Delgado Senador del Departamento, Néstor H. Escudero, diputado por la provincia de Lamas; el subprefecto de la Provincia del Huallaga Abigaíl Solsol Muñoz y Guillermo Pérez Rengifo, alcalde de la Provincia del Huallaga. 
El primer Alcalde de Juanjui, elevado como Provincia fue el Cura español Tomas Pestana Aguirre, y por otros conocido también como Tomas Pestana Mariño.
2 de julio de 1940, Autoridades y vecinos notables

Las primeras autoridades de la provincia, con el aval de la comitiva oficial, quedaron establecidas de la siguiente manera:
-Subprefecto de la Provincia : Melesio Lozano Vásquez.
-Alcalde Provincial : Roberto Arévalo Panduro.(Alcalde desde 1938, al momento cuando se crea la provincia en mayo de 1940, él era alcalde distrital, y por ende ya con la nueva provincia, sien embargo en la ceremonia oficial realizada el 02 de julio del mismo año, Tomas Pestana Aguirre era reconocido como el primer alcalde en presidir dicho acto histórico, por lo que su periodo culmino en 1942.)
-Teniente Alcalde : R.P. Tomás Pestanas Aguirre.(Alcalde  reconocido cuando en julio de 1942 se realiza la ceremonia oficial de entrega del documento por parte de las autoridades del gobierno central)
-Gobernador : César Vásquez López.
-Juez de paz : José E. Hernández Moncada.
-Jefe de la Caja de Depósitos y Consignaciones : Juan Cancio Peña Maldonado.
-Comisionado Escolar : Ciriaco Velásquez Hidalgo.
-Secretario de Subprefectura : Enrique Bartra Mori.
-Comandante Guardia Civil : Sargento Laizamón Cárdenas Rios.
-Director de la G.U.E. : Dr. Mauro Paz Moreno (Si está ceremonia se llevó a cabo el año 1940, entonces la información con respecto al director de la GUE, Carlos Wiesse y de la directora del colegio Inmaculada, es falsa, pues estás instituciones se crearon muy posteriormente, la GUE en 1957 y la Inmaculada en 1963) Espero sirva mi información.
-Directora del Colegio de Mujeres Inmaculada : R.M. Adela de Jesús.
-Jefe del Estanco de Tabaco : Ing. Carlos Borda Orihuel.

### Crecimiento Económico
La Provincia de Mariscal Cáceres con su capital Juanjui, alcanza su desarrollo por contar abundantes recursos naturales de flora y fauna, aguas y tierras de selva alta, le otorga una categoría social y económica buena. Después del año 1940 tuvo un reconocimiento económico y poblacional, basado como proveedor y comercializador de la materia prima el caucho y el barbasco, donde Juanjui sirvió como un eje central por su ubicación en la navegación fluvial del río Huallaga, desde Tingo María en su comercialización con la ciudad de Iquitos y su enlace en Brasil.
Por los años de 1950 – 1960 en las gestiones como Senador Don Víctor Manuel Arévalo y como Diputado el Sr. Grimaldo Reátegui Weninger, se dieron la inversiones por parte del estado, a favor de la provincia. Por acción cívica de la población juanjuina y la inversión del Estado se ejecutó obras, como la construcción del antiguo Aeropuerto de Juanjuí realizándose como principal medio de transporte, que generó una pequeña corriente migratoria del departamento La Libertad hacia la provincia de Mariscal Cáceres. Posteriormente se construyó la carretera Juanjui – Saposoa, luego se dieron las construcciones de los colegios Carlos Wiesse (30 de noviembre de 1956) y la Inmaculada (1961) y del Hospital de Salud de Juanjuí (1964). Por los años 1960, la provincia tiene un crecimiento económico agro industrial, por efecto del “booms” de la producción del algodón.  La ciudad de Juanjui, por su ubicación y su crecimiento, se da inicio la inversión de pequeñas industrias, como desmotadoras, enfardadoras, fabricación de aceite de semilla de algodón, jabón y torta para ganado, siendo el principal pionero el ciudadano alemán Federico Goebels, que tuvo su planta industrial en los terrenos que ahora ocupa como propietario actual la empresa Romero. 
La construcción e inauguración de la carretera Marginal de la selva, hoy denominado Fernando Belaunde de Terry, siendo presidente de la República. Para la inauguración, llegó a Juanjui, en donde recibió muestras de aprecio y es declarado hijo predilecto y huésped ilustre de la ciudad. Esto produjo efectos muy favorables a la provincia, produciéndose conexión entre la costa y la sierra, motivando una fuerte migración cajamarquina.

### Sucesos Importantes
- El 20 de marzo de 1972 se produce el terremoto más fuerte que sufrió la provincia, cuyo epicentro fue cerca de la ciudad de Juanjui, sufriendo daños el 80% de su viviendas.

- Por el año 1979 la provincia le tocó luchar, liderado por el Frente de Defensa del Pueblo, por la marginación y el olvido del Gobierno Central en el gobierno de Juan Velasco Alvarado. La lucha empezó de una forma pasiva, al quinto día de su inicio se radicaliza con la toma de aeropuerto y el avión de Aéreo Perú. Esta medida sirvió para solucionar en parte de esta problemática.

- A partir de 1982 el narcotráfico sustentado en el cultivo de coca, incrementa sus niveles de producción al 45% de las áreas cultivas en la región.

- Durante esta época los grupos terroristas Sendero Luminoso y el MRTA, utilizaron el discurso de la pobreza, abandono y explotación de los campesinos para justificar su presencia. Véase: ataque a Juanjuí.
- En el 15 de julio la provincia de Mariscal Cáceres y el departamento de San Martin expresó su rechazo a la pretensión de anexión como región a los departamentos de Lambayeque, La Libertad y San Martin. El paro de 24 horas fue contundente en todo el departamento que sirvió para luego proclamarse como región autónoma de San Martin.
- En año 2011, alcanza un galardón muy importante como primer productor a nivel nacional y nivel internacional como primer productor y exportador de cacao orgánico, estos logros sirvieron para mejorar la economía de Juanjui y alcanzar a ser la segunda ciudad de la región con mayor flujo económico.

## Geografía humana

### Población
Cuenta con una población aproximada de 54,006 habitantes.

### Organización territorial
La ciudad está conformada y Gobernada por el distrito de Juanjuí, Distrito Delegado de Juanjuicillo y Distrito Delegado de la Merced, cada uno con sus urbanizaciones, asentamientos humanos y barrios respectivamente.  
- Barrios urbanos representativos:
  - La Victoria

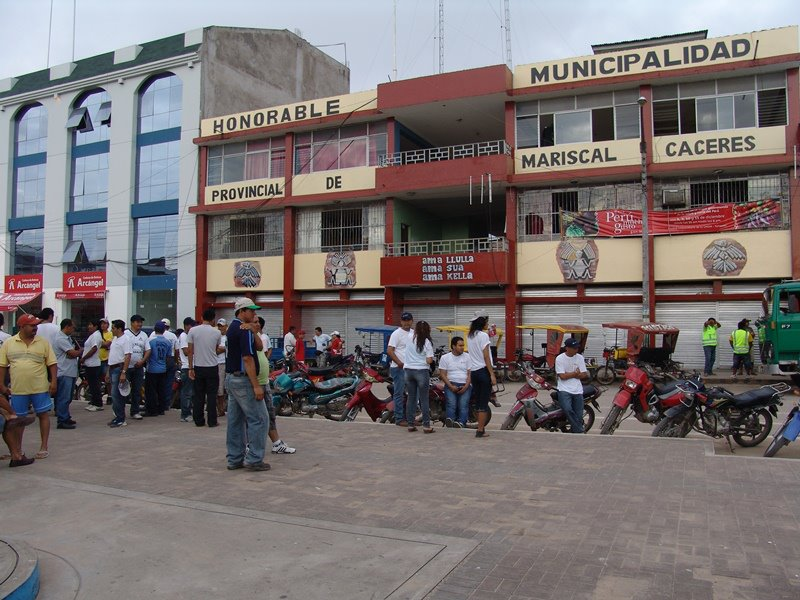
Municipalidad Provincial de Mariscal Cáceres - Juanjuí

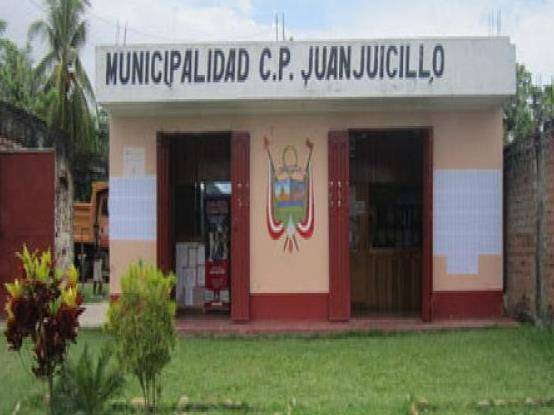
Municipalidad de Juanjuicillo

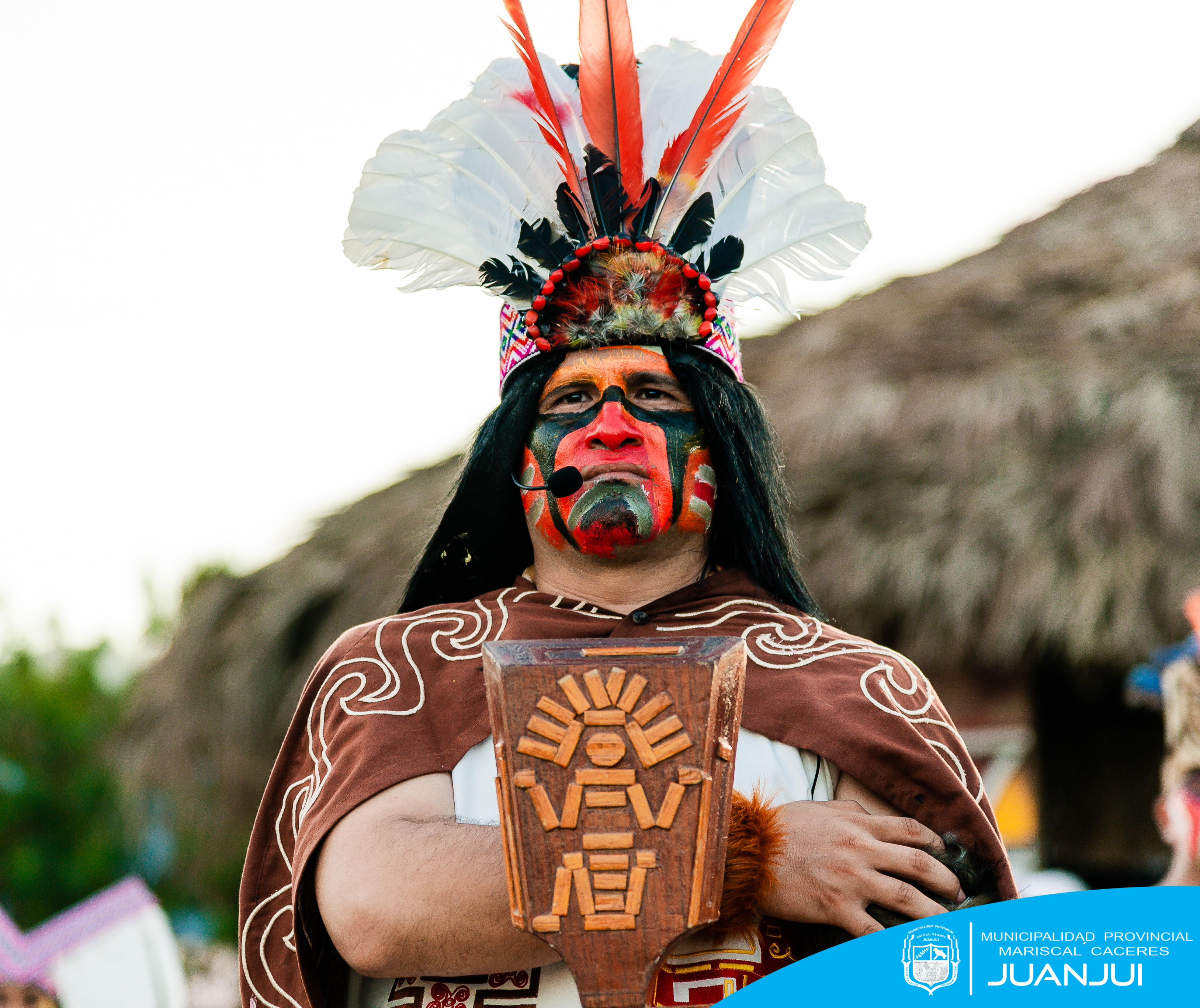
Celebración cultural en Juanjuí

  - San Juan (parte alta y parte baja)
  - Puerto Amberes
  - Puerto Pomarrosa
  - Santa Rosa

- Centros poblados menores cercanos al centro:
  - Sacanchillo
  - Villa Prado
  - Chambira
  - Pucunucho
  - San Roque
  - Huacamayo
  - Huayabamba
  - Gerbacio
  - Cayena
  - Vista Alegre
  - Richoja
  - Chaquisca
  - Huinguillo
  - San Juan del Caño
  - Quinilla, ente otros.

### Transporte

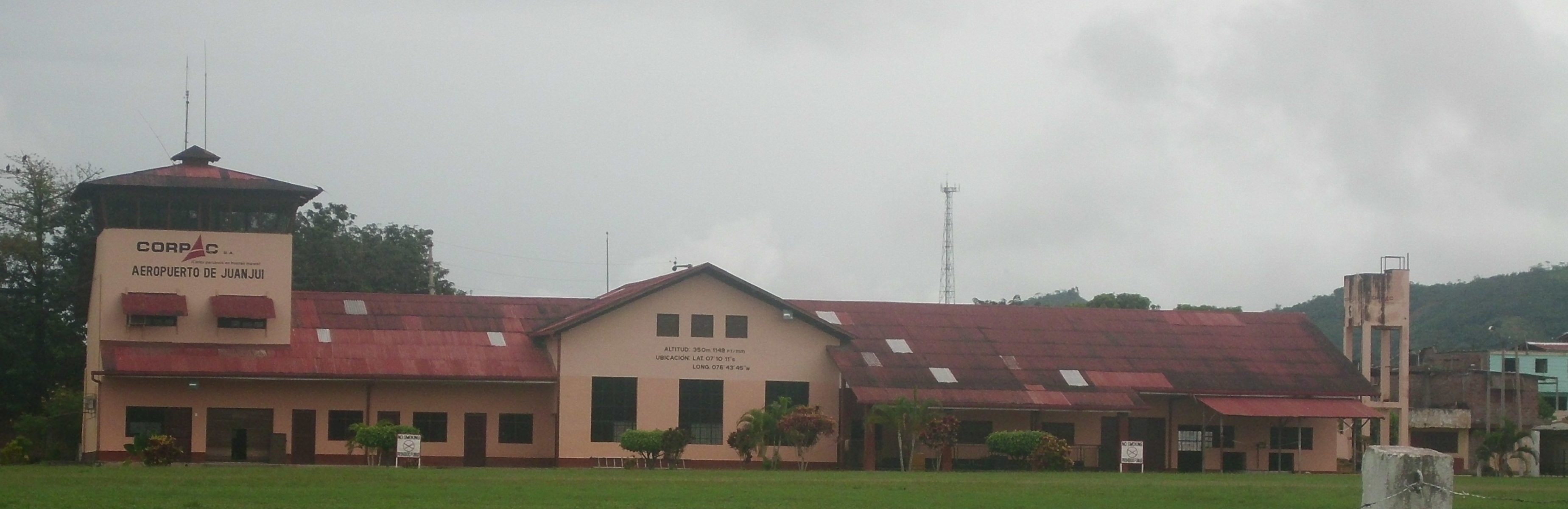
Aeropuerto de Juanjuí, fue uno de los más usados en la década de los 80 recibiendo hasta 10 vuelos diarios

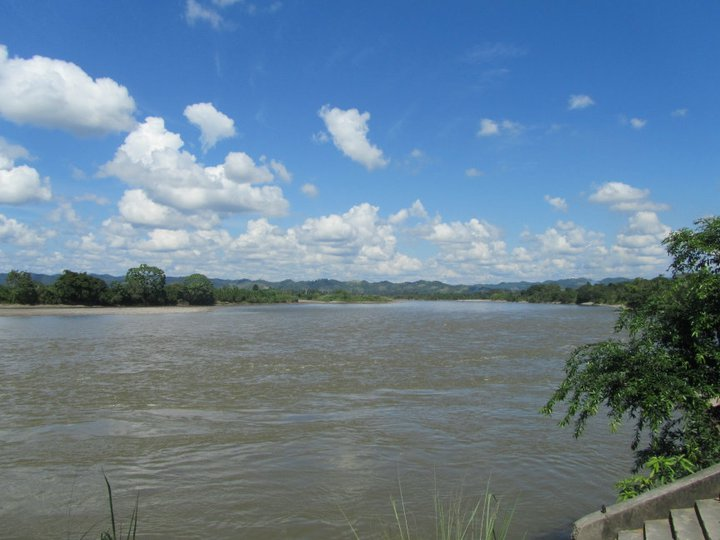
Río Huallaga frente al Puerto Pomarrosa - Juanjuí

Terrestre: Carretera Fernando Belaúnde Terry que une a la ciudad por el Norte con las ciudades de Bellavista, Tarapoto, Moyobamba, Rioja, y que la conecta hasta la Región Lambayeque en la costa peruana.
La misma carretera une a Juanjuí por el sur con las ciudades de Tocache, Tingo María, Huánuco, para luego conectarse con la Carretera Central en dirección a Lima.
Dentro de la ciudad, las calles principales son:
- Jr. Huallaga
- Jr. Triunfo
- Jr. Eduardo Peña Meza
- Jr. Leticia
- Jr. La Punta
- Jr. Jorge Chávez
- Jr. Grimaldo Reátegui
- Jr. La Libertad

Aéreo:
Aeropuerto de Juanjui. 
El transporte comercial no se encuentra operativo en la actualidad. Sin embargo, el aeropuerto recibe vuelos particulares y militares en dependencia de la ocasión.
Fluvial: Cuenta con varios puertos o desembarcadero denominados Puerto Amberes, Puerto Conchán, a orillas del Río Huallaga donde parten y arriban muchas embarcaciones con gran actividad comercial entre diversos centros poblados de corta, mediana y larga distancia desde Juanjuí.
- El puerto "Cangrejo", ubicado a 4.7 km desde el centro de la ciudad (10 min en auto, motocicleta o 15 min en mototaxi), es el punto principal desde el cual es posible cruzar el río Huallaga a través de catamaranes para conectarse posteriormente con el distrito de Pajarillo, pasando después por el Centro Poblado "Víveres" y el Centro Poblado "Ledoy".

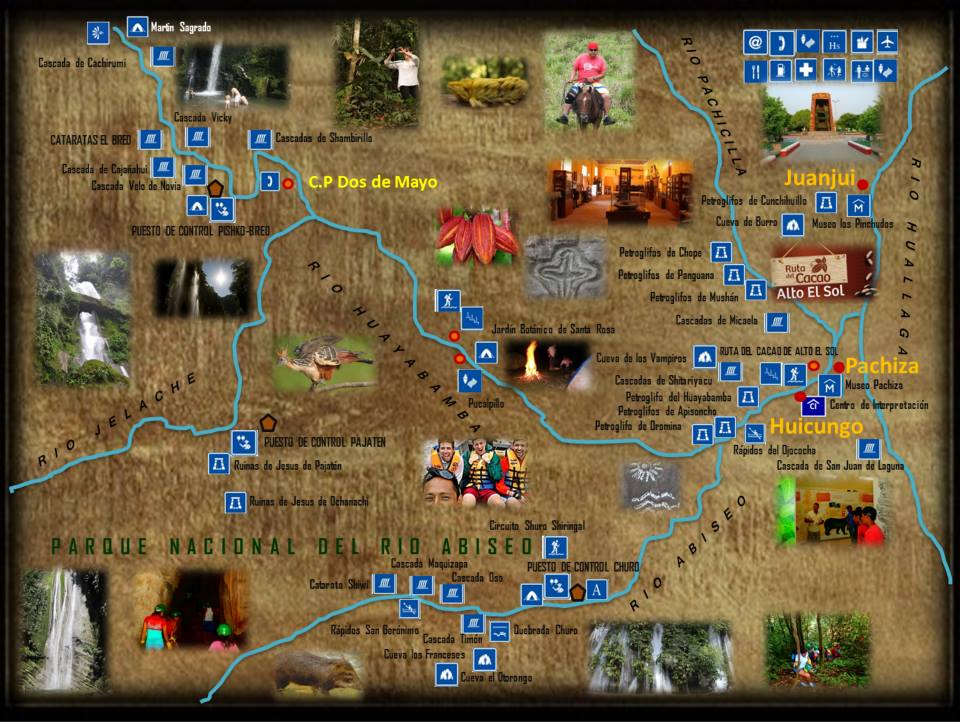
Recursos y atractivos turísticos de la provincia de Mariscal Cáceres

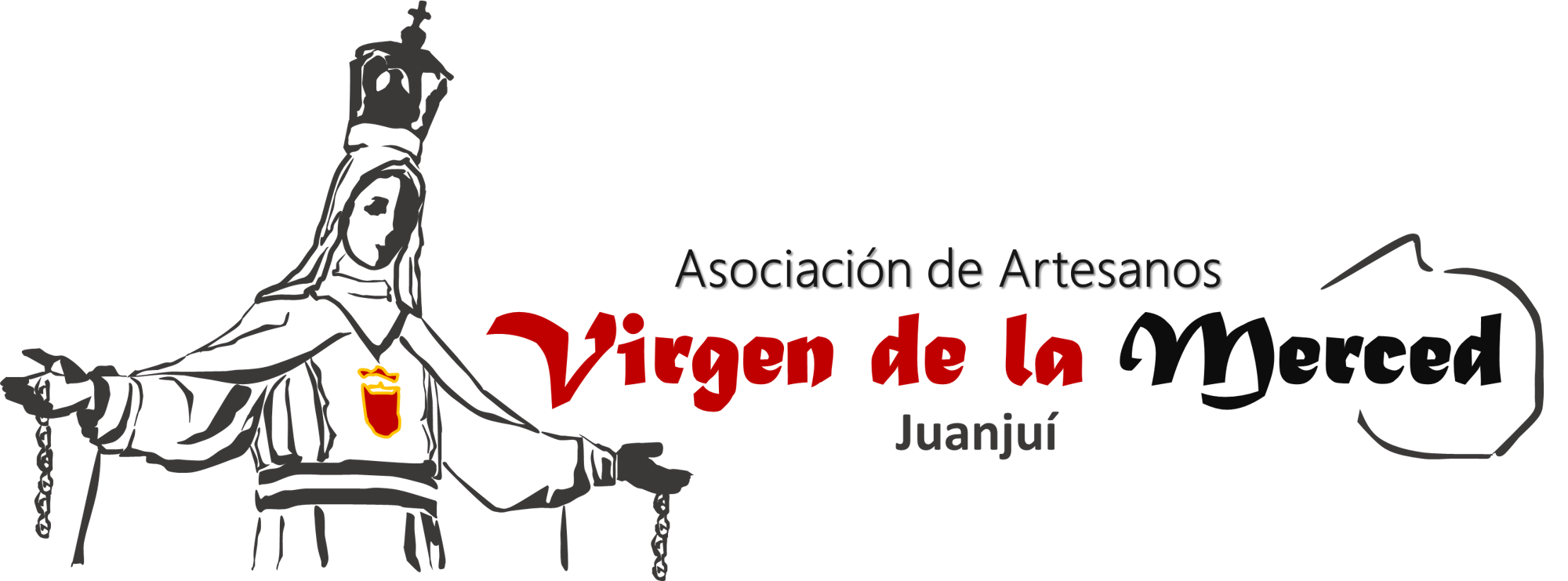
Isotipo,logo de la Asociación de Artesanos en la ciudad de Juanjuí

## Salud
La Ciudad de Juanjuí cuenta con:
- Hospital MINSA
- Hospital de ESSALUD
- y establecimientos de salud particulares

## Educación
En Juanjuí, la primera escuela de menores se abrió en 1907. 
Educación Básica Regular (EBR):
- I. E. "Carlos Wiesse" (Secundaria)
- I. E. "La Inmaculada"[5]
- Colegio "Rosa de América"
- I. E. N° 0006 "Aplicación"
- I. E. "César Vallejo" (Inicial y Primaria)
- I. E. "Virgen de Las Mercedes" (Inicial y Primaria)
- I. E. "Héroes del Cenepa"
- I. E. "Eduardo Peña Meza"
- I. E. "Maximino Cerezo Barredo"

Educación Superior:
- Instituto de Educación Superior Tecnológico Privado Juanjuí[6]
- Instituto de Educación Pedagógico Público "Gran Pajatén"[7]
- Instituto Superior Tecnológico "ACIP"[8]

Existe una amplia oferta de carreras técnicas y pedagógicas en Juanjuí, la única Facultad Universitaria presente es la Facultad de Agroindustria de la Universidad Nacional de San Martín.

## Danzas
- La Pandilla
- Choba Choba
- Corso
- La Anaconda

- Tahuampa
- Madre Selva
- Los Cholones
- Bombo baile

## Certamen de Belleza
Desde años atrás al iniciarse la semana de aniversario de la ciudad se elige las representantes de belleza. El primer lugar es para Miss Juanjui (Algunos años cambia de formato a "Srta. Mariscal Caceres"), y la segunda y tercera semi finalistas son Miss Cacao y Miss Turismo respectivamente. Son las que representan en las actividades de la provincia durante un año. 
Existe en la ciudad concursos de menor categoría como Miss Naranja que se realiza al celebrase el festival del mismo nombre.

## Ciudades hermanadas
- Tingo María, Perú
- Chiclayo, Perú
- Córdoba, Argentina
- Utrecht, Países Bajos
- Hafnarfjörður, Islandia
- Chiba, Japón